# Cratere Fundania
Fundania è un cratere sulla superficie di 4 Vesta.